# Kaya (cacciatorpediniere)
Il Kaya (楓? lett. "Bacca di tasso") è stato un cacciatorpediniere della Marina imperiale giapponese, dodicesima unità della classe Matsu. Fu varato nel luglio 1944 dal cantiere navale di Maizuru.
Appartenente alla 43ª Divisione, nelle ultime settimane del 1944 partecipò a missioni di scorta per convogli diretti alla colonia di Formosa e a Manila, quindi fece parte dell'improvvisata formazione d'attacco che alla fine di dicembre bombardò la testa di ponte statunitense sull'isola di Mindoro. Uscito dall'operazione con danni superficiali, raggiunse Sasebo e poi Kure, dove rimase per il resto del conflitto; ebbe una partecipazione fugace all'operazione Ten-Go. Dopo la capitolazione giapponese passò all'Unione Sovietica, che se ne disfece nel 1959.

## Caratteristiche
Il Kaya presentava una lunghezza fuori tutto di 100 metri, una larghezza massima di 9,35 metri e un pescaggio di 3,30 metri; il dislocamento a pieno carico ammontava a 1 676 tonnellate. L'apparato motore era formato da due caldaie Kampon, due turbine a ingranaggi a vapore Kampon, due alberi motore con elica: erano erogati 19 000 shp, sufficienti per una velocità massima di 27,75 nodi (52,73 km/h); l'autonomia massima era di 4 680 miglia nautiche a 16 nodi (8 667 chilometri a 30,4 km/h). L'armamento era articolato su tre cannoni Type 89 da 127 mm L/40 in due affusti pressoché scoperti; quattro tubi lanciasiluri da 610 mm raggruppati in un impianto Type 92 e senza ricarica; venticinque cannoni automatici Type 96 da 25 mm L/60 e due lanciatori Type 94 per bombe di profondità (36 a bordo). Infine erano stati forniti un sonar Type 93, un radar Type 22 e uno Type 13. All'entrata in servizio l'equipaggio era formato da 210 uomini.

## Servizio operativo

### Con la Marina imperiale
Il cacciatorpediniere Kaya fu ordinato nell'anno fiscale edito dal governo giapponese nel 1944. La sua chiglia fu impostata nel cantiere navale dell'arsenale di Maizuru il 10 aprile 1944 e il varo avvenne il 30 luglio seguente; fu completato il 30 settembre e il comando fu affidato al capitano di corvetta Gorō Iwabuchi. Fu immediatamente assegnato all'11ª Squadriglia cacciatorpediniere, dipendente dalla Flotta Combinata e demandata all'addestramento delle nuove unità in tempo di guerra.
Conclusi la messa a punto e la preparazione, il Kaya coprì per due volte la rotta Sasebo-isola di Formosa tra il 25 ottobre e il 18 novembre, come parte delle scorte a due convogli che trasferirono nella colonia rifornimenti, truppe e materiali. Il 25 fu ufficialmente assegnato alla 43ª Divisione già comprendente i gemelli Momo, Take, Ume, Kiri e Maki, alle dipendenze della 31ª Squadriglia di scorta, parte della 5ª Flotta impegnata sul fronte delle Filippine. Quello stesso giorno prese il mare da Moji inquadrato nello schermo difensivo di alcuni convogli, inviati in sequenza a Manila e che fecero tappa a Formosa. Completato l'incarico l'11 dicembre, il cacciatorpediniere lasciò la rada sempre più esposta ai bombardamenti aerei americani il 15 e il giorno dopo si fermò alla baia di Cam Ranh, dove la settimana successiva fu integrato nella 2ª Squadriglia del contrammiraglio Masatomi Kimura: rinforzata da due incrociatori, questa formazione salpò il 24 dicembre con lo scopo di interdire in qualche modo l'inaspettato sbarco statunitense sull'isola di Mindoro. Le navi giapponesi furono localizzate con precisione solamente il 26 e attaccate da bombardieri bimotori dell'United States Army Air Forces, che riuscirono a devastare il Kiyoshimo, infine affondato da una motosilurante; il Kaya lamentò solo danni minori a causa di raffiche di mitragliatrice e partecipò al cannoneggiamento della testa di ponte a San Jose, sebbene in ultimo poco efficace. Dopo aver ripiegato alla base di partenza, il 1º gennaio 1945 salpò alla volta di Sasebo, raggiunta il 13 dopo una breve sosta a Takao: in arsenale fu raddobbato e vide la scorta di bombe di profondità incrementata a sessanta ordigni. Si spostò quindi a Kure il 2 marzo, che rimase la sua base d'operazioni per il resto della seconda guerra mondiale, soprattutto vigilanza del traffico navale nel Mare interno di Seto e contributi agli sbarramenti contraerei: le sue attività furono comunque intralciate dalla scarsità di carburante.
Il 5 febbraio 1945 la 31ª Squadriglia di scorta e le divisioni dipendenti passarono agli ordini diretti della Flotta Combinata, stante lo scioglimento della 5ª Flotta; il 15 marzo il Kaya e i gregari furono riassegnati alla depauperata 2ª Flotta. Con il gemello Maki e l'ammiraglia di squadriglia Hanazuki ebbe partecipazione marginale all'estrema operazione Ten-Go: la mattina del 6 aprile seguì la squadra da Tokuyama fino al Canale di Bungo, ma non prese parte al resto della missione che si concluse con gravi perdite e la successiva disattivazione della flotta. La squadriglia tornò così agli ordini della Flotta Combinata e il Kaya riprese le regolari, ancorché ridotte, attività di pattugliamento. Alla fine di agosto, subito dopo la dichiarazione di resa nipponica, fu ceduto dall'equipaggio alle autorità d'occupazione statunitensi che provvidero a rimuovere ogni arma e attrezzatura militare; il 5 ottobre successivo fu depennato dai registri della Marina imperiale.

### Con la Marina sovietica
Il cacciatorpediniere fu rapidamente riadattato per partecipare alla colossale opera di rimpatrio di militari e civili giapponesi, sparpagliati in Asia orientale: fu destinato a tale compito già a poche settimane dalla conclusione della guerra, che ebbe però una formale sanzione soltanto il 1º dicembre, con la formazione del 2º ministero per la Smobilitazione che (pur con la supervisione americana) ebbe sotto di sé la responsabilità della buona riuscita dell'operazione. Nel frattempo le potenze vincitrici decisero il destino dell'unità e dell'altro naviglio giapponese catturato; la spartizione avvenne nel corso di quattro incontri al quartier generale dello SCAP: durante la prima riunione, del 28 giugno 1947, il Kaya fu assegnato all'Unione Sovietica in conto di riparazione di guerra. La cessione divenne effettiva il 5 luglio seguente e la nave fu indirizzata con un equipaggio misto alla porto secondario di Nachodka vicino a Vladivostok, da dove i giapponesi furono riportati in patria: il Kaya fu incorporato nella Flotta del Pacifico della Voenno morskoj flot il 27 luglio con il nuovo nome Volevoy ma non ebbe in realtà alcun servizio effettivo. Dopo essere stato revisionato e riequipaggiato con materiale sovietico, il 17 giugno 1949 fu riclassificato a nave bersaglio e, pertanto, ridenominato TsL-23; sempre basato a Vladivostok, il cacciatorpediniere si usurò progressivamente e il 10 giugno 1958 fu ridotto allo stato di nave caserma con il nuovo nominativo OT-61.
In condizioni complessive mediocri, l'ex Kaya fu depennato dai registri navali sovietici il 1º agosto 1959 e la sua demolizione fu completata per il 1960.